# Outlaws of Texas
Outlaws of Texas è un film del 1950 diretto da Thomas Carr.
È un western statunitense con Whip Wilson, Andy Clyde e Phyllis Coates.

## Produzione
Il film, diretto da Thomas Carr su una sceneggiatura di Daniel B. Ullman, fu prodotto da Vincent M. Fennelly tramite la Transwestern Pictures e girato nell'agosto del 1950.

## Distribuzione
Il film fu distribuito negli Stati Uniti dal 10 dicembre 1950 al cinema dalla Monogram Pictures.
Altre distribuzioni:
- nel Regno Unito nel 1950 dalla Associated British Film Distributors
- nell'America Latina nel 1950 dalla Transoceanic Film Export Company
- negli Stati Uniti in DVD nel 2005 dalla Comet Video

## Promozione
Le tagline sono:
- FIGHTING MARSHAL IN SIX-GUN CLEAN-UP OF THE WILD PANHANDLE!
- FIGHTING MARSHAL BLASTS THE LID OFF THE OUTLAW POWDERKEG OF THE PANHANDLE!
- GUN THUNDER ROCKS THE PANHANDLE! Fighting Marshal joins outlaw band for six-gun clean-up of killers!
- GUNSMOKE COVERS TEXAS! Fighting Marshal blasts outlaw powderkeg of the Panhandle!